# Alcalá del Júcar (kommunhuvudort)
Alcalá del Júcar är en kommunhuvudort i Spanien.   Den ligger i provinsen Provincia de Albacete och regionen Kastilien-La Mancha, i den östra delen av landet, 240 km sydost om huvudstaden Madrid. Alcalá del Júcar ligger 570 meter över havet och antalet invånare är 1 397.
Terrängen runt Alcalá del Júcar är platt åt nordväst, men åt sydost är den kuperad. Alcalá del Júcar ligger nere i en dal. Runt Alcalá del Júcar är det glesbefolkat, med 9 invånare per kvadratkilometer. Närmaste större samhälle är Casas Ibáñez, 10,5 km norr om Alcalá del Júcar. Trakten runt Alcalá del Júcar består till största delen av jordbruksmark.